# Cincinnati Masters 2007
Cincinnati Masters 2007 или в честь спонсора — Western & Southern Financial Group Masters and Women’s Open 2007 — 106-й розыгрыш ежегодного профессионального теннисного турнира среди мужчин и женщин, проводящегося в американском городе Мейсон и являющегося частью тура ATP в рамках серии Мастерс и тура WTA в рамках серии турниров 3-й категории.
Турнир прошёл с 14 июля по 19 августа: первая неделя была отдана женскому призу, а четвёртая — мужскому. Соревнование продолжало североамериканскую серию хардовых турниров, подготовительную к сентябрьскому Открытому чемпионату США. Одиночные соревнования среди мужчин также входили в зачёт бонусной US Open Series.
Прошлогодние победители:
- в мужском одиночном разряде —  Энди Роддик
- в женском одиночном разряде —  Вера Звонарёва
- в мужском парном разряде —  Йонас Бьоркман и  Максим Мирный
- в женском парном разряде —  Хисела Дулко и  Мария Елена Камерин

## Соревнования

### Мужчины. Одиночный турнир
Роджер Федерер обыграл  Джеймса Блейка со счётом 6-1, 6-4.
- Федерер выигрывает свой 5-й титул в сезоне и 50-й за карьеру в основном туре ассоциации.
- Блейк уступил свой 3-й финал в сезоне и 10-й за карьеру в основном туре ассоциации.

### Женщины. Одиночный турнир
Анна Чакветадзе обыграла  Акико Моригами со счётом 6-1, 6-3.
- Чакветадзе выигрывает свой 3-й титул в сезоне и 5-й за карьеру в туре ассоциации.
- Моригами уступила свой 1-й финал в сезоне и 2-й за карьеру в туре ассоциации.

### Мужчины. Парный турнир
Энди Рам /  Йонатан Эрлих обыграли  Боба Брайана /  Майка Брайана со счётом 4-6, 6-3, [13-11].
- Рам выигрывает свой 1-й титул в сезоне и 11-й за карьеру в основном туре ассоциации.
- Эрлих выигрывает свой 1-й титул в сезоне и 11-й за карьеру в основном туре ассоциации.

### Женщины. Парный турнир
Бетани Маттек /  Саня Мирза обыграли  Алину Жидкову /  Татьяну Пучек со счётом 7-6(4), 7-5.
- Маттек выигрывает свой 1-й титул в сезоне и 2-й за карьеру в туре ассоциации.
- Мирза выигрывает свой 2-й титул в сезоне и 5-й за карьеру в туре ассоциации.